# Putney, Vermont

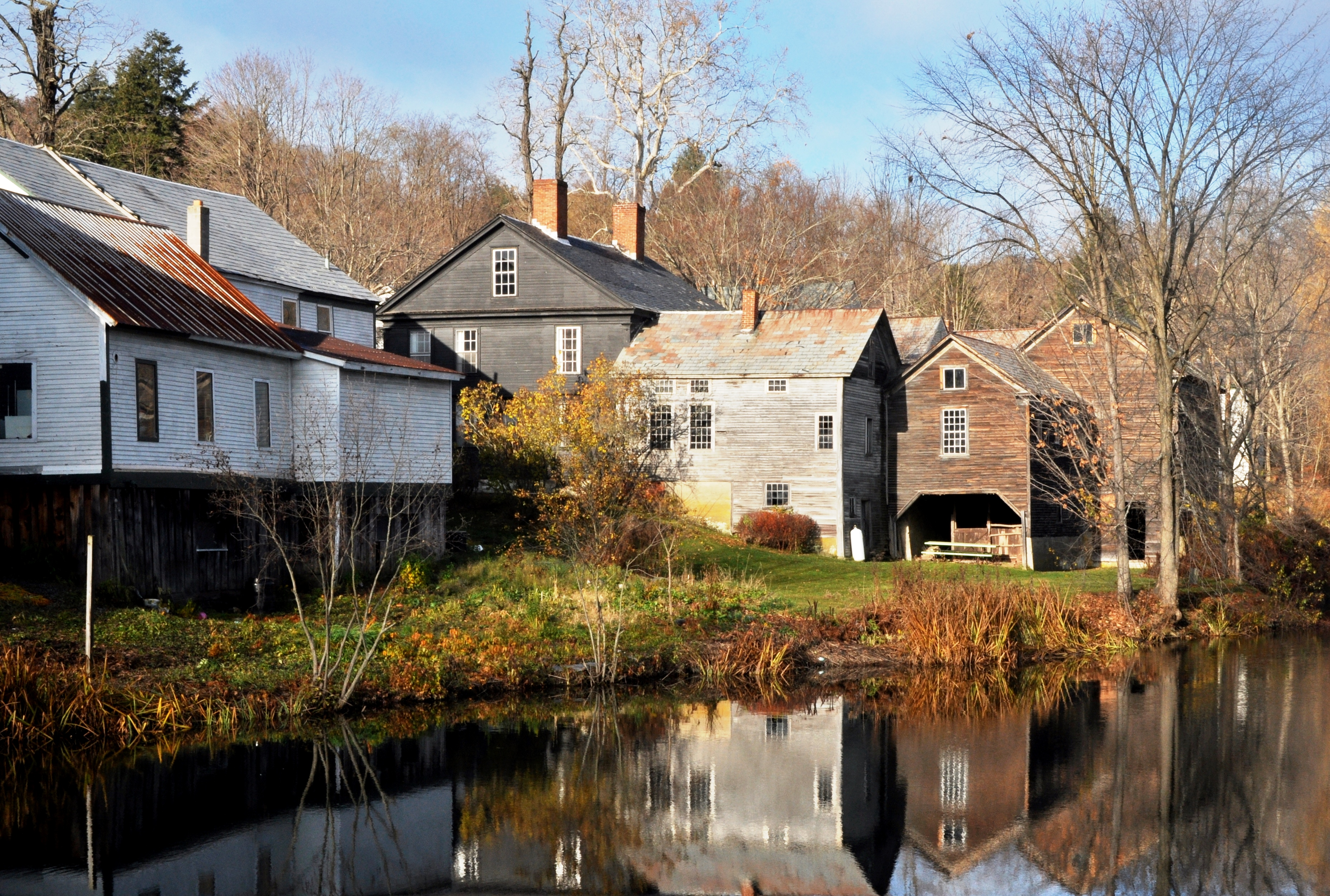
Putney i Vermont

Putney är en kommun (town) i Windham County i delstaten Vermont, USA. Vid folkräkningen år 2000 bodde 2 634 personer på orten. Den har enligt United States Census Bureau en area på totalt 69,4 km². 